# Benedetto Della Vedova

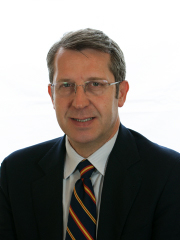
Benedetto Della Vedova (2013)

Benedetto Della Vedova (ⓘ; * 3. April 1962 in Sondrio) ist ein italienischer Politiker und Wirtschaftswissenschaftler. Er war von 1999 bis 2004 Mitglied des Europäischen Parlaments, von 2006 bis 2013 Mitglied der italienischen Abgeordnetenkammer, 2013 bis 2018 des Senats. Während seiner politischen Karriere wechselte er häufig die Parteizugehörigkeit. Seit Januar 2019 ist er Gründungsmitglied der Partei Più Europa und seit 2021 Außenstaatssekretär im Kabinett Draghi.

## Leben und politische Karriere
Benedetto Della Vedova absolvierte ein Studium der Sozial- und Wirtschaftswissenschaften an der privaten Università Commerciale Luigi Bocconi in Mailand, das er 1988 abschloss. Von 1987 bis 1990 arbeitete er als Forscher am Institut für Energiequellen-Ökonomie (IEFE) der Università Bocconi, danach von 1990 bis 1996 am Forschungsinstitut der Region Lombardei. Parallel war er von 1990 bis 1995 Assistent am Lehrstuhl für Wirtschaft und Agrarpolitik der Katholischen Universität Mailand.
Della Vedova trat 1992 der Partito Radicale Transnazionale bei, die als transnationale Nichtregierungsorganisation aus der früheren italienischen Partito Radicale hervorgegangen war. Er war 1994–1996 Schatzmeister und 1994–1997 nationaler Sekretär der Club Pannella–Riformatori, die die politischen Aktivitäten der Radicali in Italien organisierten. Von 1997 bis 1999 war er Leiter der Lista Pannella, mit der diese politische Strömung zur Wahl antrat.
Auf der Lista Emma Bonino (Nachfolgerin der Lista Pannella) wurde er bei der Europawahl 1999 in das Europäische Parlament gewählt. Dort saß er zunächst in der Technischen Fraktion der Unabhängigen (TGI), nach deren Auflösung 2001 war er fraktionslos. Er gehörte dem Ausschuss für Wirtschaft und Währung an. Della Vedova beteiligte sich 2001 an der Gründung der Radicali Italiani, mit der die radikal-liberale Strömung Marco Pannellas und Emma Boninos wieder die Rechtsform einer Partei annahm.
Als die Radicali Italiani sich 2005 dem Mitte-links-Bündnis L’Unione anschlossen und eine Listenverbindung mit den Socialisti Democratici Italiani vorbereiteten, verließ Della Vedova die Partei. Mit Marco Taradash gründete er die Kleinstpartei Riformatori Liberali, deren Vorsitz er übernahm und die sich der Mitte-rechts-Koalition Casa delle Libertà unter Führung Silvio Berlusconis anschloss. Das Kabinett Berlusconi III berief Della Vedova anschließend als Experten in den Consiglio nazionale dell’economia e del lavoro (CNEL).

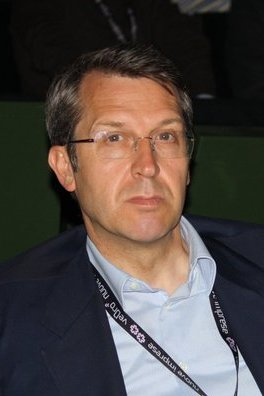
Benedetto Della Vedova im Jahr 2011

Zur Parlamentswahl 2006 traten die Riformatori Liberali zusammen mit Berlusconis Partei Forza Italia an. Della Vedova wurde als Abgeordneter des Wahlkreises Piemont 1 in die Camera dei deputati gewählt, wo er in der Forza-Italia-Fraktion saß. Bei der Parlamentswahl 2008 wurde er als Abgeordneter bestätigt, diesmal über die gemeinsame Mitte-rechts-Liste Il Popolo della Libertà (PdL). Im März 2009 lösten sich die Riformatori Liberali auf und gingen mit Forza Italia und Alleanza Nazionale in der Mitte-rechts-Sammelpartei PdL auf. Della Vedova wandte sich der innerparteilichen Gruppe um Gianfranco Fini zu, der zunehmend auf Distanz zu Berlusconi ging. Ende Juli 2010 kam es zur Parteispaltung und Della Vedova wechselte zu Finis neuer Fraktion Futuro e Libertà per l’Italia (FLI). Von Juli 2011 bis März 2013 war er Vorsitzender des Finanzausschusses der Abgeordnetenkammer.
Bei der Parlamentswahl 2013 kandidierte Della Vedova auf der Liste Con Monti per l’Italia erfolgreich für einen Sitz im Senat, wo er die Region Lombardei vertrat. Nach dem Niedergang der FLI wechselte er zur von Monti initiierten Partei Scelta Civica. Er war Sekretär des Senatsausschusses für Wahlen und parlamentarische Immunität, Mitglied in den Ausschüssen für öffentliche Arbeiten und Kommunikation sowie für Industrie, Handel und Tourismus. Ende Februar 2014 wurde Della Vedova im Kabinett Renzi zum Staatssekretär im Außenministerium ernannt, wo er zunächst unter Federica Mogherini, dann unter Paolo Gentiloni diente. Die Scelta-Civica-Fraktion löste sich nach zahlreichen Austritten im Februar 2015 auf, anschließend war Della Vedova fraktionsloser Senator. Den Posten als Staatssekretär behielt er auch nach dem Rücktritt Renzis im Dezember 2016 im Kabinett Gentiloni bis Mai 2018, nun unter Außenminister Angelino Alfano.
Im Februar 2017 gründete Della Vedova die liberale und pro-europäische Partei Forza Europa. Zur Parlamentswahl 2018 ging diese unter der Bezeichnung Più Europa eine Listenverbindung mit Della Vedovas einstiger politischer Heimat, den Radicali Italiani von Emma Bonino, ein. Ende Januar 2019 wandelte sich Più Europa von einem bloßen Wahlbündnis in eine gemeinsame politische Partei um. Della Vedova wurde mit 55,7 % der Delegiertenstimmen zum nationalen Sekretär der Partei gewählt, er setzte sich gegen den Zweitplatzierten Marco Cappato von den Radicali Italiani durch.